# 25890 Луїбьорг
25890 Луїбьорг (25890 Louisburg) — астероїд головного поясу, відкритий 3 листопада 2000 року.
Тіссеранів параметр щодо Юпітера — 3,293.